# Koppe radiata
Koppe radiata là một loài nhện trong họ Corinnidae.
Loài này thuộc chi Koppe. Koppe radiata được Tord Tamerlan Teodor Thorell miêu tả năm 1881.